# Biała Cerkiew (obwód witebski)
Biała Cerkiew (biał. Белая Царква) – wieś na Białorusi w rejonie czaśnickim, w obwodzie witebskim. We wsi znajdują się ruiny cerkwi św. Trójcy z XVI-XVII wieku.
Wieś duchowna położona była w końcu XVIII wieku w powiecie witebskim w województwa witebskiego.